# Les Marats
Les Marats is een voormalige gemeente in het arrondissement Bar-le-Duc in het Franse departement Meuse in de regio Grand Est. De gemeente omvatte de plaatsen Marat la Grande en ten noordwesten daarvan Marat la Petite.

## Geschiedenis
Op 1 juli 1972 fuseerde Les Marats met Condé-en-Barrois, Génicourt-sous-Condé, Hargeville-sur-Chée en Louppy-sur-Chée tot de gemeente Les Hauts-de-Chée. De voormalige gemeentes kregen de status van commune associée.

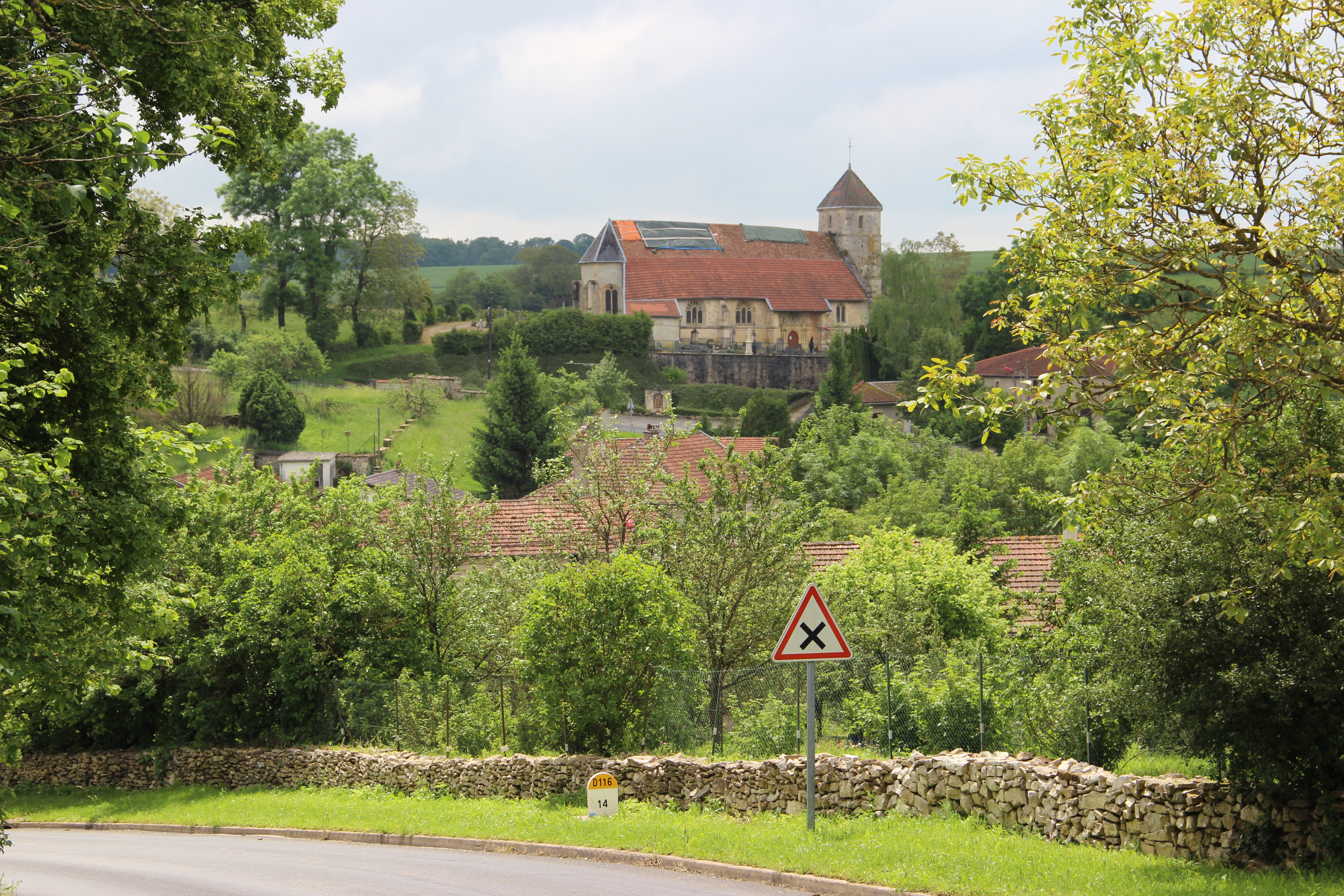
De kerk van Marat-la-Grande